# Поливин, Николай Георгиевич
Николай Георгиевич Поли́вин (17 апреля 1925—23 января 2007) — русский советский поэт и прозаик, журналист. Член Союза писателей СССР и Союза писателей России. Лауреат нескольких литературных премий.

## Биография
Родился в Астрахани. В годы Великой Отечественной войны, будучи совсем ещё молодым, служил на нефтяных баржах, перевозивших топливо на фронт. После войны много ездил по стране в качестве корреспондента, увлекался охотой, туризмом, рыбной ловлей.
Организатор Астраханского отделения Союза писателей России. Был первым его секретарём. В Москве занимался редакторской, а затем и издательской деятельностью, работал главным редактором издательства «Малыш», возглавлял один из отделов издательства «Советский писатель», был главным консультантом Союза писателей СССР.
В документальной повести «Заря на куполах» в статье «Вместо автобиографии», поэт говорит о своих книгах, о времени и о себе, передаёт ту атмосферу, в которой он живёт и творит: 

«Я — русский по духу и по крови, полноправный представитель россиян-романтиков 1925 года рождения, у которых слово никогда не расходится с делом. Для нас Россия, Родина — не пустой звук, не картинка, нарисованная бездарным чужеродным художником, а — жизнь моего народа, его радости и печали. Всё это отражёно в сорока книгах поэзии и прозы».

## Творчество
Автор поэтических сборников, повестей и рассказов для взрослых и детей.

## Избранная поэзия
Поэтические сборники:
- «Родные берега»,
- «Ладони моря», М.Советская Россия, 1969 год.
- «Убегающий причал»,
- «Гудки над Волгой»,
- «Ковыльная держава»,
- «Зыбь»,
- «Моя Азия, мой Восток»,
- «Ромашковый пожар»,
- «Околдованная синева»,

## Избранная проза
- «Когда молчат пророки»,
- «Звёздный человек»,
- «О Волга!»,
- «Море Каспий»,
- «Корабельная сторона» (повесть)
- «Счастье моё семицветное»,
- «Заря на куполах»,
- «Коловерть»,
- «Кит — рыба кусачая»
- «Солнечный мальчик»